# Oh lately it's so quiet
«Oh Lately It's So Quiet» es el tercer sencillo lanzado por la banda OK Go, perteneciente al álbum Oh No. Fue lanzado solamente para las estaciones de radio de los Estados Unidos, y carece de vídeo musical para promocionar la canción. Posteriormente se grabó una versión acústica del tema, que fue lanzada como cara B del sencillo previo «Do What You Want» en el Reino Unido. Más tarde fue lanzado como una versión en vivo en su álbum Live from the Fillmore – New York at Irving Plaza, grabado en vivo en Fillmore, Nueva York.

## Listado de las pistas

### U.S. promo CD single
- "Oh Lately It's So Quiet" (Edit)
- "Oh Lately It's So Quiet" (Album Version)